# Дулуман Євграф Каленикович
Євграф (Ївграп) Каленикович Дулуман (справжнє прізвище Доломан; рос. Евгра́ф Кале́ньевич (Кале́никович) Ду́луман, Доломан, нар.6 січня 1928, Заплази, за іншими відомостями с. Велика Бокова, Любашівський район, Одеська губернія, Українська СРР — пом.24 червня 2013, Київ) — доктор філософських наук, професор, відлучений від церкви кандидат богослів'я. Заслужений працівник культури України. Відомий як активіст атеїстичного руху.

## Біографія
Учився в Любашівській середній школі. Учасник Другої світової війни. Восени 1945 року вступив в Одеську духовну семінарію, 1947 року став студентом Московської духовної академії. Одержав ступінь кандидата богослів'я 1951 р. Працював доцентом і заст. інспектора Саратовської духовної семінарії.
У 1952 році порвав із релігією. Працював у колгоспі, 1956 року закінчив Одеський
кредитно-економічний інститут.
З 1958 року виступав з атеїстичними публікаціями в пресі. У цьому йому допомагав його найліпший друг Зверев З. А. 30 грудня
1959, серед інших, його офіційно анафематствував Священний Синод Російської православної церкви.
У 1964 році — кандидат філософських наук (тема дисертації «Ідея Бога в релігії: історико-філософське дослідження»); у 1975 році — доктор (подав монографію «Релігія як соціально-історичний феномен»).
Працював референтом товариства «Знання», викладачем у низці вишів, завідувачем Відділу наукового атеїзму в Інституті філософії АН УРСР. В останні роки життя викладав історію філософії, релігієзнавство тощо на факультеті соціології Київського Політехнічного Інституту.
Вів активну боротьбу з релігією у вигляді лекцій, круглих столів, а також диспутів на атеїстичні теми.

### Українською мовою
- Дулуман Є. К. Проти релігійного догмату. — Київ, 1963
- Духовна культура і релігія. Монографія. — Київ, 1972 (співавтор і науковий керівник авторського колективу)
- Дулуман Є. К. Релігія як соціально-історичний феномен. — Київ: Наукова думання, 1974
- Атеїзм і культурний прогрес. — Київ: Наукова думка, 1977 (автор розділу)
- Дулуман Є. К., Закович М. М. та інші. Релігієзнавство. Підручник для студентів вищих навчальних закладів. — Київ: Вища школа, 2000